# Peita-Claire Hepperlin
Peita-Claire Hepperlin (24 de dezembro de 1981) é uma futebolista profissional australiana que atua como meia.

## Carreira
Peita-Claire Hepperlin representou a Seleção Australiana de Futebol Feminino, nas Olimpíadas de 2000. 